# Risto Mannisenmäki
Risto Mannisenmäki (28 mei 1959) is een Fins voormalig rallynavigator en een tweevoudig wereldkampioen met Tommi Mäkinen.

## Carrière
Risto Mannisenmäki begon in 1982 als navigator in de rallysport. Hij navigeerde in lokale evenementen voor verschillende Finse rallyrijders, waaronder Tommi Mäkinen, Sebastian Lindholm en Ari Mökkönen. Tussen 1995 en 1997 zat hij langs Tapio Laukkanen, waarmee hij actief was in zowel het Fins als Brits rallykampioenschap, en daarnaast ook in enkele rally's uit het Wereldkampioenschap rally. Met Laukkanen greep hij in 1996 naar de Finse titel in de klasse waarin ze actief waren.
In het seizoen 1998 verving Mannisenmäki de gestopte Seppo Harjanne als navigator van Tommi Mäkinen, die op dat moment de regerend wereldkampioen was. In het tijdbestek van vier seizoenen bij het team van Mitsubishi, won het duo samen dertien WK-rally's en schreven ze nog eens twee opeenvolgende wereldtitels op naam. Deze werkrelatie kwam echter tot een abrupt einde na een heftig ongeluk tijdens de rally van Corsica in 2001, toen Mäkinen door een smalle bochten combinatie een inschattingsfout maakte en een muur raakte, waardoor de auto gelanceerd werd tegen een rotswand en vervolgens op zijn kop op de weg terechtkwam, net nabij een diepe afgrond. De navigators zijde werd hierin het zwaarst getroffen en Mannisenmäki brak in het ongeluk zijn rug, waardoor hij zijn actieve carrière als navigator direct moest beëindigen.
Twee jaar later keerde Mannisenmäki nog eenmalig terug in het WK Rally tijdens de rally van Groot-Brittannië in 2003, waarin hij plaats nam naast Juuso Pykälistö. Ze eindigden de rally als negende. Sinds 2004 bekleed Mannisenmäki een rol als rally coach binnen de Finse autosport bond.